# Opera (Diss Gacha)
Opera è un singolo del rapper italiano Diss Gacha, pubblicato il 24 maggio 2024 come secondo estratto dal primo album in studio Cultura italiana pt.1.

## Descrizione
Il brano, prodotto da Sala e Greg Willen, vede la partecipazione del rapper Rosa Chemical.

## Tracce
Testi e musiche di Manuel Franco Rocati, Gabriele Pastero, Enzo Salaniti, Gregory Taurone.
1. Opera – 2:42

## Video musicale
Il visual video è stato reso disponibile sul canale YouTube di Diss Gacha in concomitanza con l'uscita del brano.

## Classifiche
| Classifica (2024) | Posizione massima |
| ----------------- | ----------------- |
| Italia            | 74                |